# Heinz Cymontkowski

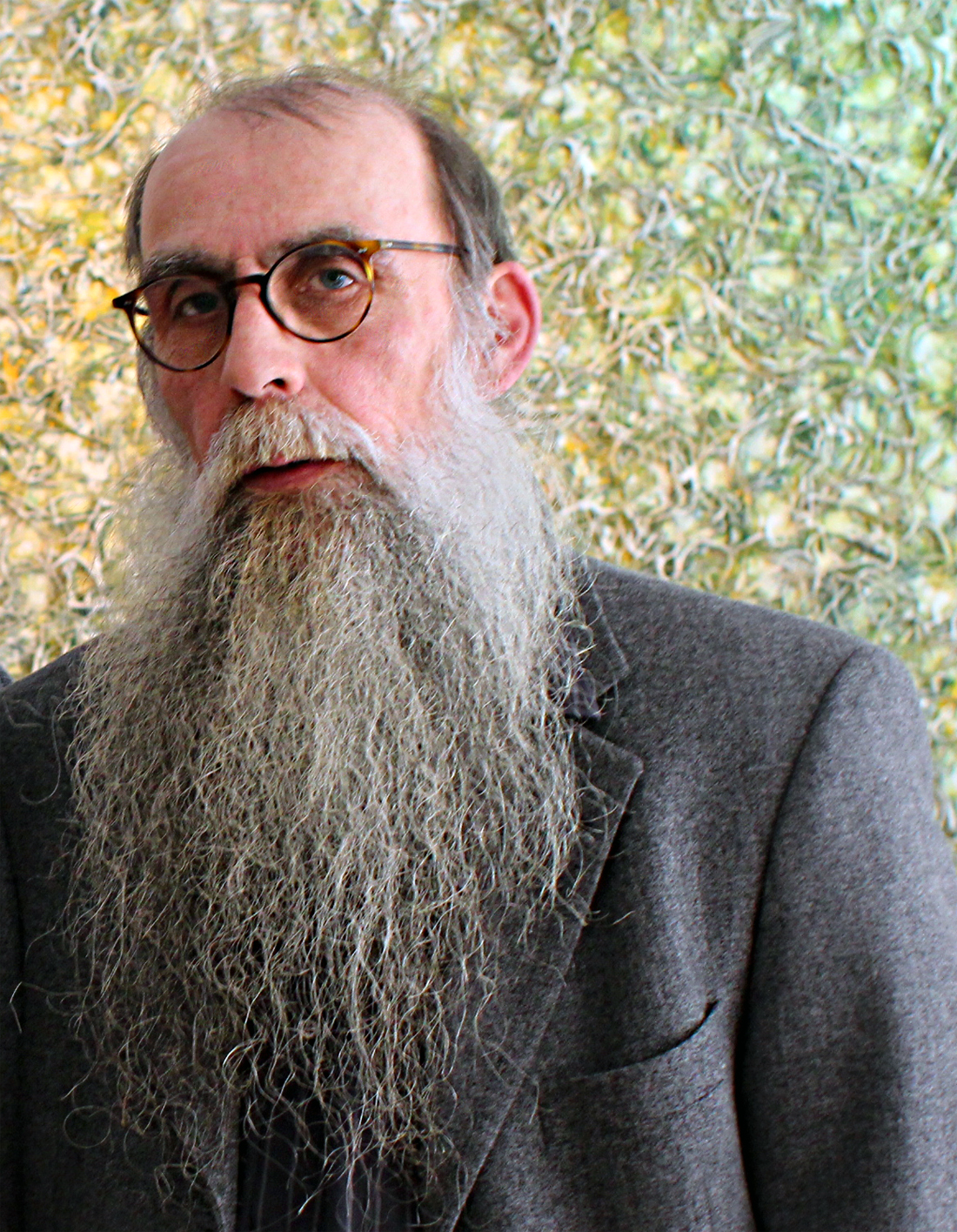
Heinz Cymontkowski 2013 in Worpswede

Heinz Cymontkowski (* 1954 in Selm) ist ein deutscher Maler und Objektkünstler. Heinz Cymontkowski lebt und arbeitet in Selm, Lünen, Bremen und seit 2006 auch im Dorf Teufelsmoor.

## Werk
Die Darstellung von Mensch und Natur, Verfolgung und Deportation sowie aktuelle zeitpolitische Geschehen bilden Schwerpunkte seiner künstlerischen Arbeit. Heinz Cymontkowskis Malerei bedient sich unterschiedlicher Techniken, bei denen die Farbe mit Pinsel, Spachtel und anderen Werkzeugen aufgebracht wird. In zahlreichen Arbeiten beschäftigt sich Cymontkowski mit der Freiheit des Menschen.
Ein weiterer Schwerpunkt seiner Arbeit sind flüchtig wirkende Tuschezeichnungen auf Papier. Diese von Cymontkowski selbst als „Elementarzeichnungen“ benannten Arbeiten sind auf wesentliche Formen reduziert und bilden einen Spannungsbogen zu seinen großformatigen Gemälden.
Durch seine Arbeit im Atelier im Dorf Teufelsmoor ergab sich neben einer Auseinandersetzung mit der Künstlerkolonie Worpswede, insbesondere eine Beschäftigung mit Leben und Werk von Heinrich Vogeler. Dies führte 2012 zu einer Ausstellung in Worpswede, bei der Cymontkowski seine Arbeiten denen von Heinrich Vogeler gegenüberstellte.

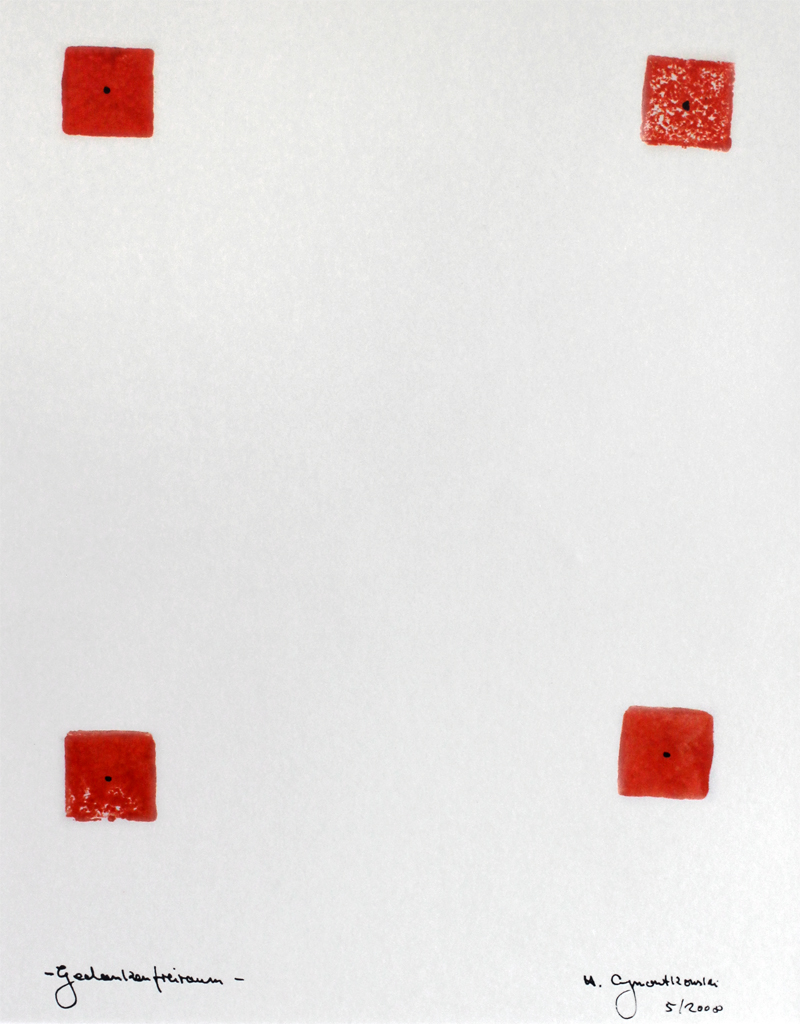
(2008) Zeichnung zum Gedankenfreiraum

### Gedankenfreiraum
2008 realisierte Cymontkowski seinen ersten „Gedankenfreiraum“: Ein durch rote Grenzsteine im Boden ausgewiesener Quadratmeter Erde. Die Ruhr-Nachrichten zitieren Cymontkowski in der Ausgabe vom 29. Mai 2008 mit den Worten: „Der Gedankenfreiraum kennt keinen Eigentümer, er kann nicht käuflich erworben oder militärisch besetzt werden. Er ist eine Fläche ohne Vorschriften und Gesetze.“
Die dauerhaft eingerichtete Installation neben der Selmer Burg Botzlar wurde am 28. Mai 2008 im Rahmen einer Performance des Saxofonisten Claudius Reimann der Stadt Selm übergeben.
Die kommunale Galerie Altes Rathaus für zeitgenössische Kunst in Worpswede installierte 2014 auf ihrem Gelände ebenfalls einen Gedankenfreiraum in Anwesenheit des Künstlers Heinz Cymontkowski.

## Preise und Ehrungen
- Kunstpreisträger der Stadt, Selm, 1988.
- Heinrich-Bußmann-Preis, Lünen, 2006.

## Ausstellungen (Auswahl ab 1990)
- 1991 Rauminstallation – Klangtransport, Dortmund / Zwolle (NL)
- 1994 Das Kohlefeld und ich, BWA Czestochowa (PL)
- 1995 Aktionsfeld Mensch, Galerie Bon-Art Czestochowa (PL)
- 1996 Ackerrain, Skulpturen und Objekte Selm / Westerfelde; Novembertage / Bücherverbrennung, ehemalige Synagoge Drensteinfurt
- 1997 O. T., Mahn- und Gedenkstätte Dortmund
- 1999 Kontraste, Burg Lüdinghausen, Lüdinghausen
- 2002 Seher – Sucher – Wächter, Friedenskirche Selm
- 2003 Bücherverbrennung, Jüdisches Museum Dorsten
- 2004 Imago Mundi, Stiftskirche, Schlossanlage Cappenberg
- 2008 Tag auf Tag, Kulturstiftung der Westfälischen Provinzial Münster
- 2009 Marga Spiegel und die anderen, Rauminstallation, Museum Herbern
- 2010 Ulice id est Moer, Dorf Teufelsmoor, Osterholz-Scharmbeck
- 2011 Ans Licht gebracht, Ausstellung der Kunstsammlung Stadt Selm, Burg Botzlar Selm; New York – Wallhöfen, Evang. Kirche Wallhöfen
- 2012 Worpswede – Moskau – Kasachstan, Erinnerungen an Heinrich Vogeler, Kunstverein Worpswede
- 2013 Toleranz, Stadtkirche Lünen
- 2015 Klein aber viel trifft Fisch ohne Wasser, Gemeinschaftsprojekt Bernd Thiele und Heinz Cymontkowski, Dorf Teufelsmoor
- 2016 Nebenwege der Kunst, Stadtatelier Heinz Cymontkowski, Lünen
- 2018 Von der Linie zum Bild, Kunst- und Kulturinitiative Senden, Friedenskapelle Senden
- 2020 Klang – Farbem, Performance Claudius Reimann und Heinz Cymontkowski, Friedenskirche Selm

## Kunst im Öffentlichen Raum
- 2008 Gedankenfreiraum, Burg Botzlar Selm
- 2014 Gedankenfreiraum, Worpswede
- 2016 Skulptur – Liegend – Zinnoberrot, LÜN-TEC Lünen